# Цветеліна Янева
Цветеліна Георгієва Янева (болг. Цветелина Георгиева Янева); нар. 5 жовтня 1989, Пловдив, Пловдивська область, Болгарія) — болгарська співачка в жанрі поп-фолк, поп-музики і народної музики.

## Біографія
Цветеліна Янєва народилася 5 жовтня 1989 року в місті Пловдиві. Вона пішла по стопах батьків: її батько Георгій Янєв музикант, а мати Пепа Янєва співачка народної музики. Її сім'я живе в Пловдиві, але довго жили в Белаштиці, за 5 км від міста, де у них є дім і звукозаписна студія.
Цветеліна почала кар'єру з малих років, коли вона співала з оркестром. У дитинстві Цветеліна почала співати народні пісні, але в підлітковому віці співала в жанрі поп і джаз-музики. Відвідувала уроки співу при місцевій радіостанції Задума місцевого профспілки у її рідному місті.

### 2008—2012: Початок кар'єри і перші успіхи
У середині 2008 року Цветеліна підписала контракт зі звукозаписною компанією Пайнер. У липні того ж року вона випустила відеокліп на пісню Открадната любов (укр. Вкрадена любов).
На початку 2009 року вона випустила відеокліп на пісню Три минути (Три хвилини). У квітні того ж року вона випустила відеокліп на пісню Авторът е один (укр. Автор це зовсім інше) У вересні того ж року вона випустила ще один відеокліп на пісню Като вірус (укр. Як вірус).
У червні 2010 року Цветелина Янєва заспівала пісню Момиче за всичко (укр. Прислуга за все) на ювілейному концерті компанії Пайнер. У жовтні на її день народження співачка презентувала свій дебютний альбом На първо място (укр. На першому місці) в клубі Sin City.
На початку 2011 року вона випустила відеокліп Какво правимо сега (укр. Те, що ми робимо зараз) з співачкою Марією, це для неї перша дуетна пісня. У 2012 році випустила другий альбом Мога пак (укр. Я можу знову) в День святителя Миколи.

### 2013— даний час: Новий альбом і дуети
11 червня 2015 року на концерті з нагоди 25-річчя компанії Пайнер Цветеліна разом з Преславою, Емілією, Десі Славою, Галеной і Анелією представили нову версію популярної народної пісні Лале чи сі, зюмбюл чи сі («Ви тюльпани, ви гіацинти?»), а 9 липня випустила кліп на цю пісню.
Перед Різдвом і Новим роком Цветеліна разом з Галеною та Галином представили пісню Коледа (укр. Різдво).
У 2016 році Цветеліна випустила нову дуетну пісню Пий сърце (укр. Сердце поёт) разом Галеною за участю Азіса, яка очолила всі чарти у жанрі поп-фольку
У 2017 році випустилася пісня «Убий ме», яка стала на даний момент останньою, але вирішила зробити перерву з невідомої причини

## Особисте життя
Зустрічається з політиком Дельяном Пеєвським. У липні 2017 року Цветеліна стала мамою, народила хлопчика, ім'я його поки невідома і протягом вагітності вона приховувала цю новину від шанувальників і ЗМІ

## Дискографія

### Альбоми
1. 2010 — На първо място / На першому місці
2. 2012 — Мога пак / Я знову
3. 2012 — Дъщеря на песента / Донька пісні

### Збірники
1. 2006 — Орк Орфей — Стил и наслада
2. 2009 — Орк Орфей — Стил и наслада 2
3. 2012 — Мога пак / Я знову (перший відеоальбом)
4. 2012 — Дъщеря на песента / Донька пісні (другий відеоальбом)

## Відеографія
| Рік  | Кліп                                                                           | Режисер                 | Примітка                                                         |
| ---- | ------------------------------------------------------------------------------ | ----------------------- | ---------------------------------------------------------------- |
| 2008 | Открадната любов                                                               | Тенчо Янчев             | Дебютний відеокліп                                               |
| 2008 | Ранявай мо                                                                     | Людмил Іларіонов — Люсі |                                                                  |
| 2009 | Три під хвилини                                                                | Микола Скерлев          | Відеокліп зроблений на льоду місцевої льодової арени.            |
| 2009 | Авторът е один [Архівовано 1 квітня 2016 у Wayback Machine.]                   | Людмил Іларіонов — Люсі |                                                                  |
| 2009 | Искаш війна                                                                    | Микола Скерлев          |                                                                  |
| 2010 | Момичето за всичко                                                             | Микола Скерлев          |                                                                  |
| 2010 | Всичко                                                                         | Микола Нанков           | Перший відеокліп у співпраці з Миколою Нанковым.                 |
| 2010 | Давай разплачи мо [Архівовано 30 грудня 2021 у Wayback Machine.]               | Микола Нанков           |                                                                  |
| 2010 | За контакти                                                                    | Микола Нанков           |                                                                  |
| 2011 | По-страшно [Архівовано 15 жовтня 2020 у Wayback Machine.]                      | Микола Нанков           |                                                                  |
| 2012 | Мога пак [Архівовано 15 травня 2013 у Wayback Machine.]                        | Микола Нанков           | Відеокліп описує, як проходить день і як одягається.             |
| 2012 | Дві чорти [Архівовано 11 квітня 2020 у Wayback Machine.]                       | Микола Нанков           | Відеокліп має сюжет про стосунки.                                |
| 2013 | Безпечна [Архівовано 19 квітня 2020 у Wayback Machine.]                        | Микола Нанков           |                                                                  |
| 2013 | Счупени неща [Архівовано 5 квітня 2020 у Wayback Machine.]                     | Микола Нанков           | Відеокліп виконаний в стилі бойовик.                             |
| 2013 | Ще се гордееш [Архівовано 30 вересня 2014 у Wayback Machine.]                  | Микола Нанков           |                                                                  |
| 2013 | Без думи [Архівовано 30 вересня 2014 у Wayback Machine.]                       | Микола Нанков           | У відеокліпі Цветелина була брюнеткою                            |
| 2013 | В твій стіл [Архівовано 1 листопада 2020 у Wayback Machine.]                   | Микола Нанков           | Співачка змінювала образ спочатку біле, а потім червоне.         |
| 2013 | Без так ми се дърпаш [Архівовано 29 жовтня 2021 у Wayback Machine.]            | Микола Нанков           |                                                                  |
| 2014 | Алергична [Архівовано 5 квітня 2020 у Wayback Machine.]                        | Микола Нанков           |                                                                  |
| 2014 | Взагалі колко уночі [Архівовано 23 квітня 2019 у Wayback Machine.]             | Микола Нанков           | Відеокліп знімали у Лос-Анджелесі.                               |
| 2014 | Чакам теб                                                                      | Микола Нанков           |                                                                  |
| 2015 | Страх мо е [Архівовано 18 лютого 2018 у Wayback Machine.] (з Фікі)             | Микола Нанков           | Дуетне відео                                                     |
| 2015 | Кажи мі, ало [Архівовано 14 березня 2022 у Wayback Machine.]                   | Микола Нанков           |                                                                  |
| 2015 | Мабуть изневерил [Архівовано 8 березня 2020 у Wayback Machine.]                | Микола Нанков           | У відео можна побачити слова цієї пісні.                         |
| 2015 | Коледа [Архівовано 10 січня 2021 у Wayback Machine.] (з Галеной і Галином)     | Микола Скерлев          | Різдвяний відеокліп                                              |
| 2016 | Пий сърце [Архівовано 15 березня 2017 у Wayback Machine.] (з Галеной і Азисом) | Микола Нанков           | Дуетне відео, в кліпі можна побачити процес циганського весілля. |